# Misa deflacyjna
Misa deflacyjna – forma terenu (niecka deflacyjna), powstała w wyniku niszczącej działalności wiatru (deflacji).
Obszar ten stanowi formę wklęsłą i znajduje się na tyłach ruchomej wydmy. Jeśli osiąga duże rozmiary określa się go mianem pola deflacyjnego.
Jeżeli misa osiągnie poziom wód gruntowych, to wokół wydm mogą powstać jeziora, obszary zabagnione lub wilgotne (w Polsce), np. wilgotne wrzosowiska bażynowe, natomiast na pustyniach mogą się tworzyć jeziora i oazy.